# Agustín Martínez (piloto)
 Agustín Martínez (Paraná, Provincia de Entre Ríos; 27 de noviembre de 2002), es un piloto de automovilismo argentino.
Después de correr en el karting, Martínez comenzó su carrera profesional en 2017 en la Fórmula Metropolitana, categoría de la cual sería subcampeón al año siguiente. Posteriormente corrió dos temporadas en el TC Mouras, donde fue subcampeón en 2020. Al año siguiente ascendió al TC Pista, donde se mantuvo durante tres temporadas, logrando el subcampeonato en 2023. A su vez mientras disputaba dicha competición, también compitió en el TC Pick Up, siendo tercero en 2022. Actualmente corre en el Turismo Carretera, máxima categoría del automovilismo argentino, y TC Pick Up.
Entre sus relaciones, Agustín es hijo del piloto múltiple campeón y dueño de equipo Omar Gurí Martínez.

## Resumen de carrera
| Temporada | Categoría             | Equipo                    | Carreras     | Victorias    | Poles        | VR           | Podios       | Puntos       | Pos.         |
| --------- | --------------------- | ------------------------- | ------------ | ------------ | ------------ | ------------ | ------------ | ------------ | ------------ |
| 2017      | Fórmula Metropolitana | Martínez Competición      | 4            | 0            | 0            | 0            | 0            | 20           | 15.º         |
| 2018      | Fórmula Renault Plus  | Martínez Competición      | 14           | 2            | 0            | 0            | 4            | 180          | 6.º          |
| 2018      | Fórmula Metropolitana | Martínez Competición      | 24           | 4            | 1            | 3            | 9            | 247          | 2.º          |
| 2019      | TC Mouras             | Martínez Competición      | 16           | 0            | 0            | 0            | 0            | 379.5        | 14.º         |
| 2020      | TC Mouras             | Martínez Competición      | 9            | 2            | 1            | 0            | 2            | 284          | 2.º          |
| 2020      | Top Race Series       | Pfening Competición       | 2            | 0            | 0            | 0            | 0            | 19           | 10.º         |
| 2021      | TC Pista              | Gurí Martínez Competición | 14           | 1            | 0            | 0            | 2            | 432.25       | 7.º          |
| 2022      | TC Pista              | Gurí Martínez Competición | 15           | 0            | 2            | 0            | 2            | 328          | 11.º         |
| 2022      | TC Pick Up            | Gurí Martínez Competición | 11           | 1            | 1            | 0            | 4            | 328.5        | 3.º          |
| 2023      | TC Pista              | Gurí Martínez Competición | 15           | 2            | 3            | 1            | 8            | 516          | 2.º          |
| 2023      | TC Pick Up            | Gurí Martínez Competición | 12           | 1            | 1            | 0            | 1            | 348.5        | 7.º          |
| 2024      | Turismo Carretera     | Gurí Martínez Competición | 15           | 0            | 0            | 0            | 0            | 275.25       | 18º          |
| 2024      | TC Pick Up            | Gurí Martínez Competición | ?            | ?            | ?            | ?            | ?            | 120          | 20.º         |
| 2025      | Turismo Carretera     | Gurí Martínez Competición | Disputándose | Disputándose | Disputándose | Disputándose | Disputándose | Disputándose | Disputándose |
| 2025      | TC Pick Up            | Gurí Martínez Competición | Disputándose | Disputándose | Disputándose | Disputándose | Disputándose | Disputándose | Disputándose |
| Fuente:   |                       |                           |              |              |              |              |              |              |              |